# أونجوني
أونجوني هي قرية تقع في جزيرة أنجوان في جزر القمر. بلغ عدد سكانها 1280 نسمة حسب إحصاء عام 1991.